# 68-й гвардейский армейский корпус

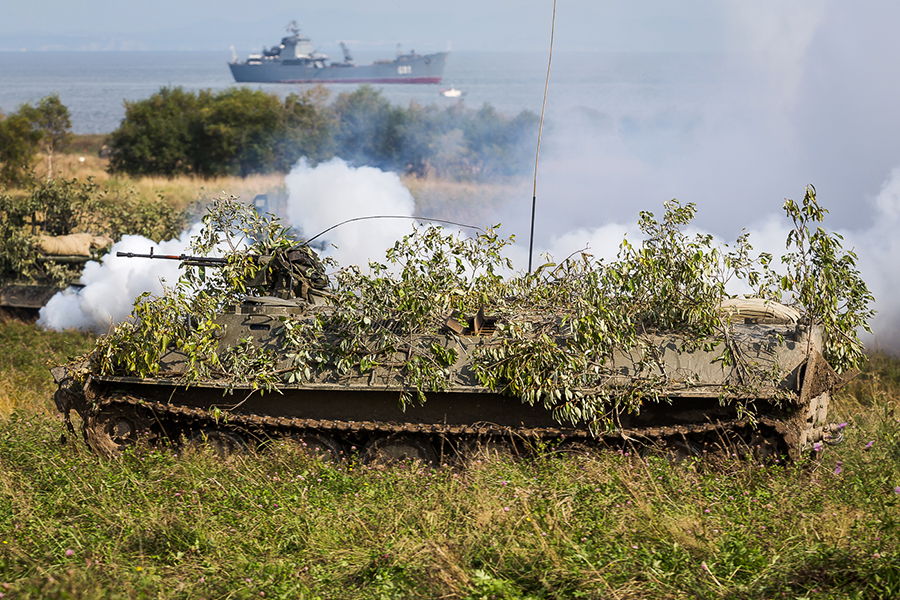
СКШУ «Восток-2014».

68-й гвардейский армейский корпус — оперативно-тактическое объединение Восточного военного округа России, расположен на Сахалине и Курильских островах. Штаб расположен в Южно-Сахалинске. Корпус был впервые сформирован в 1993 году из 51-й общевойсковой армии и расформирован в 2010 году. Корпус был воссоздан в 2014 году.

## История
68-й армейский корпус был сформирован 11 октября 1993 года из 51-й армии в Южно-Сахалинске, входившей в состав Дальневосточного военного округа. В него вошли 33-я мотострелковая дивизия в Южно-Сахалинске, 18-я пулемётно-артиллерийская дивизия в Горячих Ключах и 31-я зенитная ракетная бригада в Южно-Сахалинске. В 1997 году командир корпуса генерал-лейтенант Геннадий Аношин умер от сердечной недостаточности в самолёте. В 2002 году 31-я зенитная ракетная бригада была расформирована. Источники расходятся в датах расформирования корпуса. По данным Алексея Гайдая, корпус был расформирован 1 декабря 2006 года. В сообщении Независимой газеты за 2014 год указана дата расформирования корпуса в 2010 году. 1 июня 2009 года в рамках реформы Вооружённых Сил РФ 33-я мотострелковая дивизия была переформирована в 39-ю отдельную мотострелковую Краснознамённую бригаду.
В апреле 2014 года корпус был воссоздан из частей, уже размещённых на Сахалине и Курилах: 18-й пулемётно-артиллерийской дивизии и 39-й отдельной мотострелковой бригады под командованием генерал-майора Валерия Асапова. В 2014 году был сформирован 676-й отдельный инженерный батальон.Корпус перешёл на контрактную систему комплектования с августа 2016 года.
Под командованием командира 68-го армейского корпуса генерал-лейтенанта Дмитрия Глушенкова, личный состав танковых частей корпуса впервые провёл первые в истории корпуса подводные учения. По словам командира корпуса генерала Глушенкова:
сегодняшние учения были своего рода тренировкой перед куда более масштабными испытаниями боевой готовности — технику преодоления водных преград отработали командиры, которым в ближайшее время предстоит передать опыт своим подчиненным.
Это показные занятия для офицеров и командиров подразделений, потом они будут это транслировать всем солдатам. Показали водолазную подготовку, основные средства спасения, приемы ориентирования и движения в условиях ограниченной видимости. Это сложно достаточно, надо машину подготовить, себя. К тому же с момента воссоздания на Сахалине 68-армейского корпуса ничего подобного здесь не проводилось
2 августа 2018 года на территории штаба 68-го армейского корпуса был открыт памятник Герою Российской Федерации, генералу-лейтенанту Асапову Валерию Григорьевичу, погибшему в военной операции в Сирии и бывшему ключевой фигурой возрождения корпуса.
16 апреля 2025 года Указом президента Российской Федерации корпусу присвоено почётное наименование «гвардейский» за «массовый героизм и отвагу, стойкость и мужество проявленные личным составом корпуса в боевых действиях по защите Отечества и государственных интересов в условиях вооружённых конфликтов».

## Командиры
- Генерал-лейтенант Асапов Валерий Григорьевич (январь 2014 — июль 2015)[15]
- Генерал-майор Перязев Александр Васильевич (июль 2015 — февраль 2017)[16]
- Генерал-лейтенант Глушенков Дмитрий Валерьевич (февраль 2017 — настоящее время)[17]

## Состав
Состав корпуса в 2019 году:
- 137-й отдельный батальон управления (Южно-Сахалинск)
- 18-я пулемётно-артиллерийская дивизия (Горячие Ключи)
- 39-я отдельная гвардейская мотострелковая Краснознамённая бригада (Южно-Сахалинск)
- 312-й отдельный реактивный артиллерийский дивизион (Дачное)
- 676-й отдельный инженерный батальон (Дачное)
- 327-й отдельный батальон радиоэлектронной борьбы (Дачное)
- 1336-й командно-разведывательный центр (Южно-Сахалинск)
- 431-й командный пункт ПВО (Южно-Сахалинск)